# Waldorf Astoria Hotels & Resorts
Waldorf Astoria Hotels & Resorts, antiguamente The Waldorf=Astoria Collection, es una cadena de hoteles y resorts de lujo propiedad de Hilton Worldwide. Está posicionada como la marca insignia de la cartera de Hilton, y se usa en aquellos hoteles que ofrecen los estándares más altos de instalaciones y servicio. A fecha de 31 de diciembre de 2019, tenía treinta y dos hoteles con 9821 habitaciones en quince países y territorios, incluidos dos en propiedad o alquilados (con 463 habitaciones) y treinta que son solo gestionados (con 9358 habitaciones).

## Historia
En enero de 2006, Hilton Hotels Corporation anunció el lanzamiento de una nueva cadena de hoteles de lujo llamada The Waldorf=Astoria Collection, que debía su nombre a su hotel insignia, el Waldorf=Astoria de Nueva York. En 2014, esta propiedad fue vendida a Anbang Insurance, pero Hilton sigue gestionando el hotel bajo su cadena. Algunas de las propiedades de Hilton tienen el término «Waldorf» en su nombre pero no forman parte de la cadena Waldorf Astoria; por ejemplo, The Waldorf Hilton de Londres.
En abril de 2007, la cadena tenía cuatro propiedades: su hotel insignia en Nueva York, el Arizona Biltmore en Phoenix, La Quinta Resort & Spa en La Quinta (California) y el Grand Wailea Resort & Spa en Wailea (Hawái). Posteriormente, también en 2007, se añadió a su cartera de propiedades el Qasr Al Sharq en Yeda (Arabia Saudita). La siguiente propiedad que se unió a la cartera fue el Rome Cavalieri, una renovación del Cavalieri Hilton de Roma (Italia), en verano de 2008. En otoño de 2008, también se añadieron tres hoteles en la Florida, situados en Boca Ratón, Cayo Hueso y Naples. En julio de 2009, abrió sus puertas el Dakota Mountain Lodge en Park City (Utah); posteriormente se eliminó de su nombre el título «Dakota Mountain Lodge» y ahora se llama Waldorf Astoria Park City. Es el primer hotel de la cadena situado en una estación de esquí.
En enero de 2014, abrió sus puertas el Waldorf Astoria Dubai Palm Jumeirah en la Palm Jumeirah de Dubái (Emiratos Árabes Unidos). En marzo de 2014, abrió sus puertas el Waldorf Astoria Beijing en Pekín (China). En mayo de 2014 recibió a sus primeros huéspedes el Waldorf Astoria Amsterdam. En octubre de 2014, Hilton Worldwide anunció la venta del hotel Waldorf Astoria New York a la empresa china Anbang Insurance por 1950 millones de dólares, pero Hilton continúa gestionando el hotel bajo un contrato de gestión de cien años con el comprador. En 2015, el Waldorf Astoria de Jerusalén fue reconocido como el séptimo mejor hotel del mundo por la encuesta de viajeros de Condé Nast. En enero de 2017, el Waldorf Astoria Dubai se quejó de las modelos rusas que se tomaban fotografías eróticas en el hotel y las publicaban en Instagram con hashtags que mencionaban al hotel. En febrero de 2018, Hilton anunció que abriría el primer Waldorf Astoria de África en el distrito de Heliópolis de El Cairo (Egipto).

## Propiedades

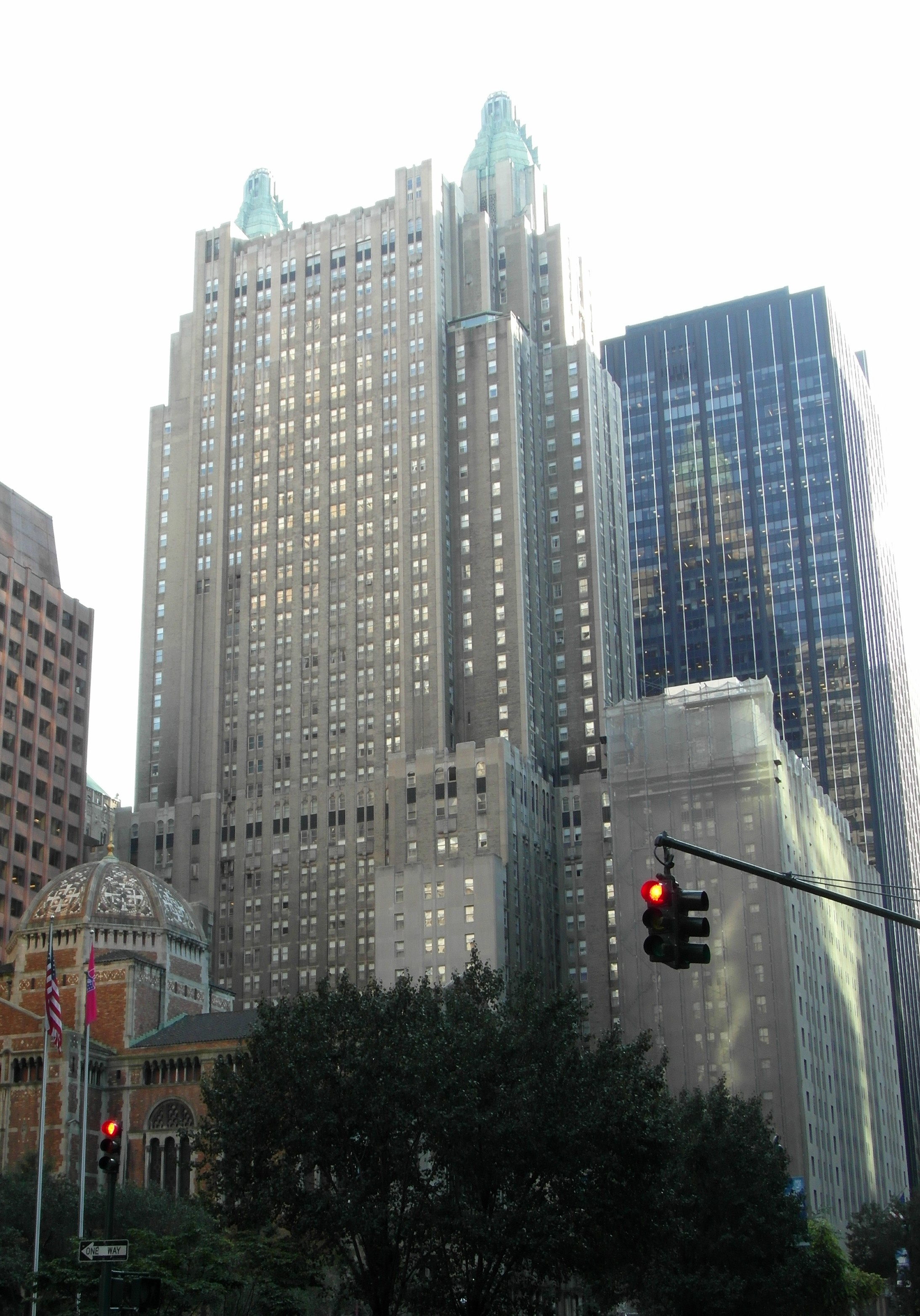
El Waldorf Astoria New York.

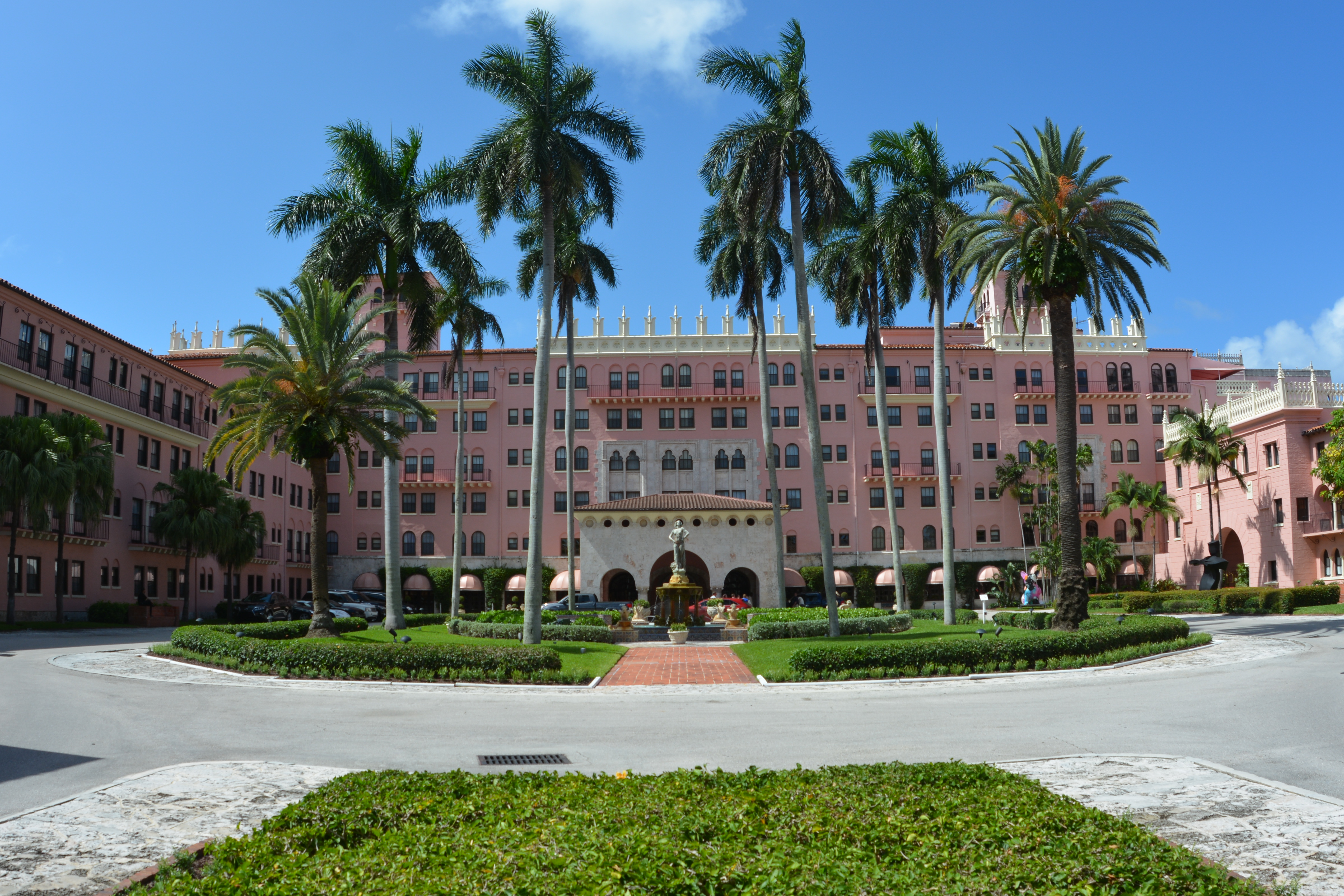
Boca Raton Resort & Club, A Waldorf Astoria Resort.

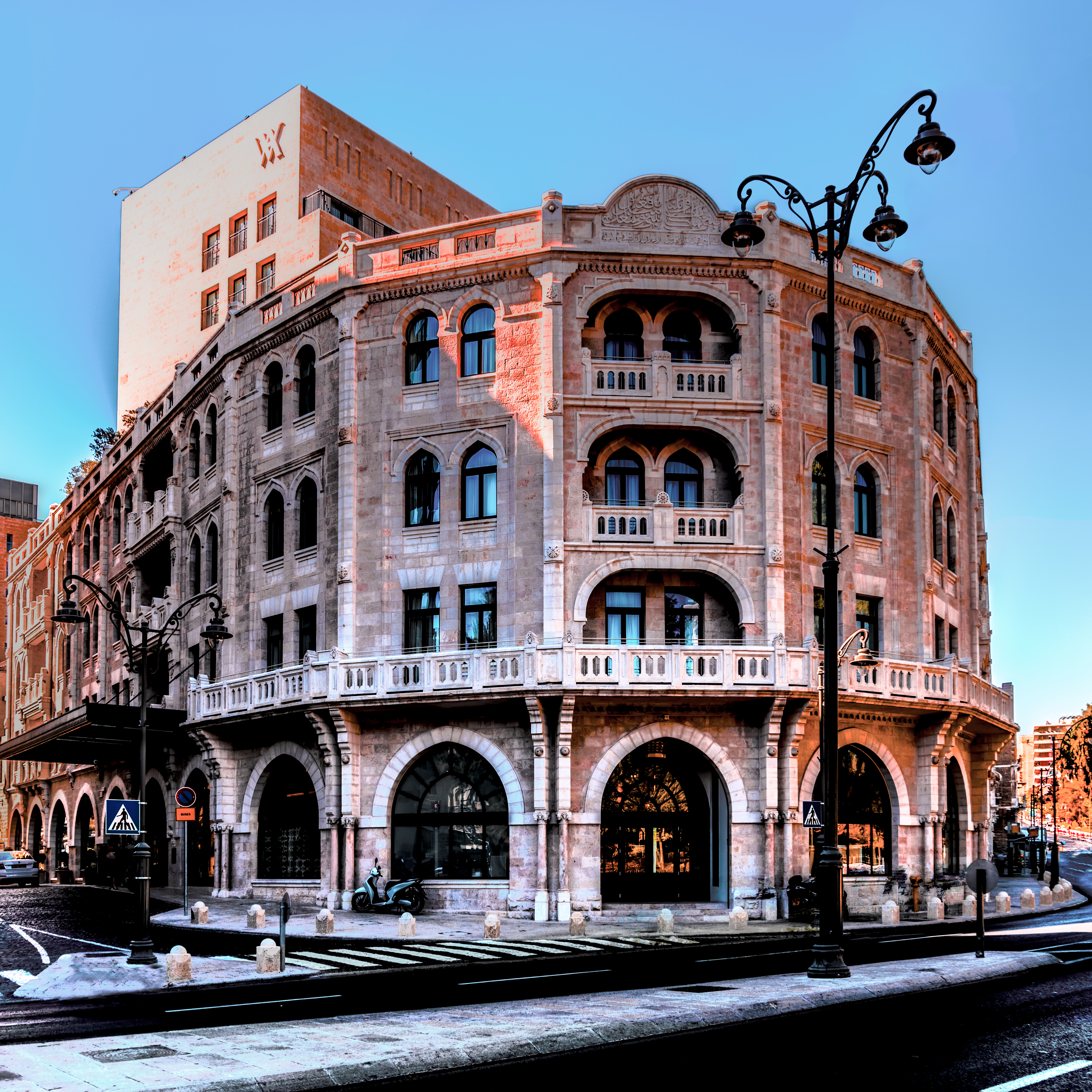
El Waldorf Astoria Jerusalem en Israel.

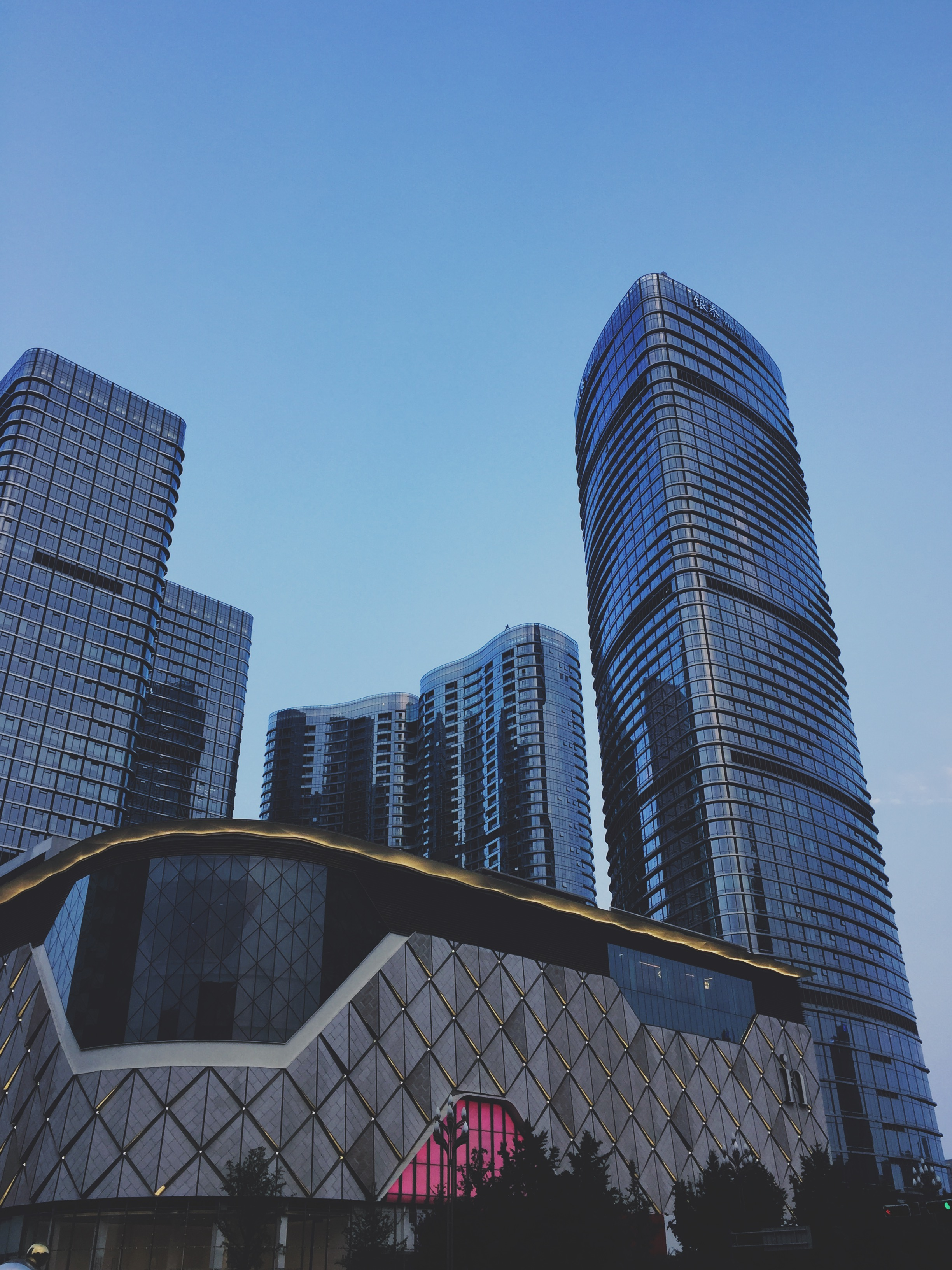
El Waldorf Astoria Chengdu en China.

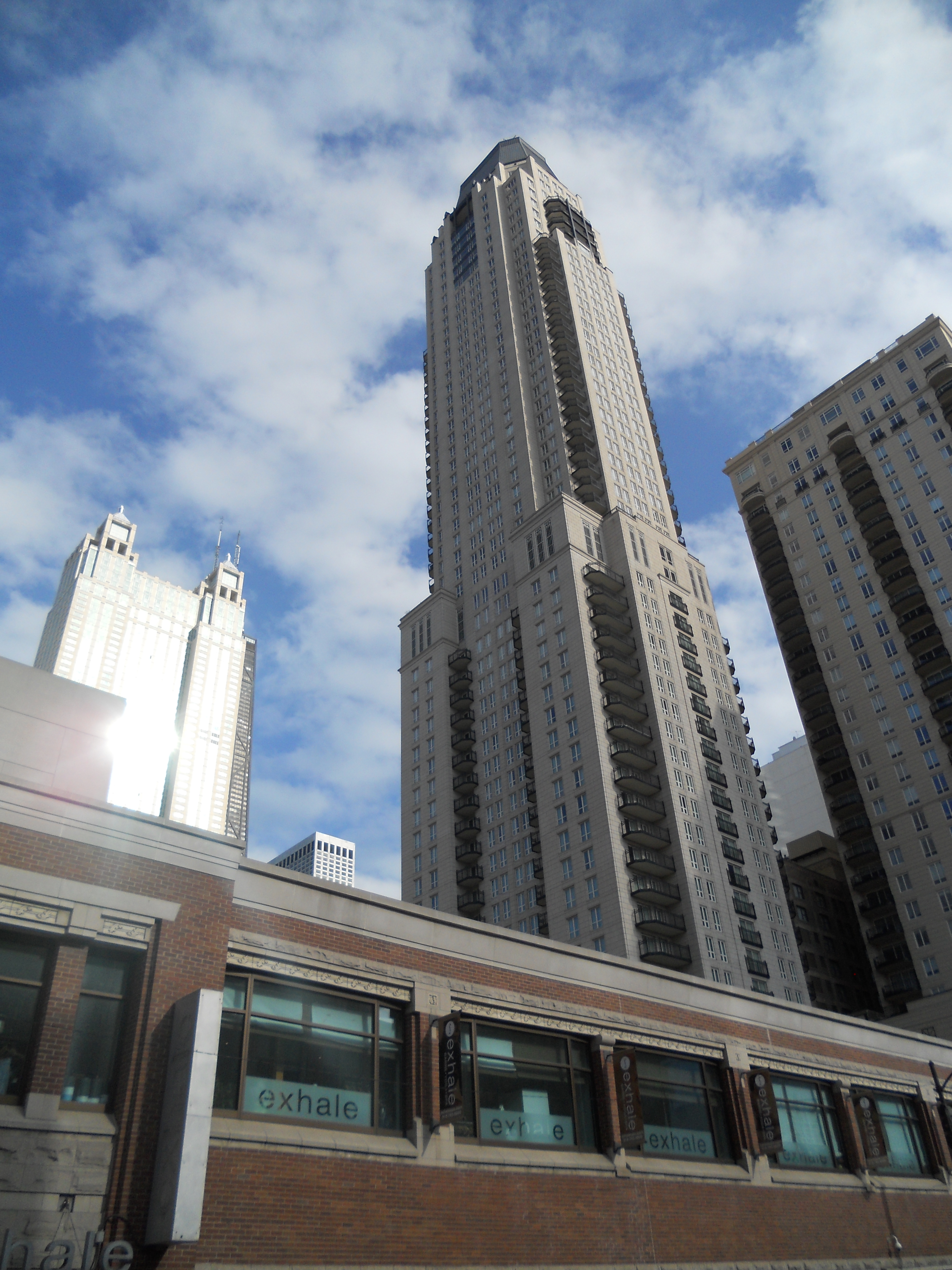
El Waldorf Astoria Chicago.

Las siguientes tablas muestran las propiedades de Waldorf Astoria Hotels & Resorts a fecha de mayo de 2018, en orden alfabético:
| Propiedad                                           | Localización              | País                   | Apertura/Reapertura                                                                         |
| --------------------------------------------------- | ------------------------- | ---------------------- | ------------------------------------------------------------------------------------------- |
| Arizona Biltmore Hotel, A Waldorf Astoria Resort    | Phoenix, Arizona          | Estados Unidos         | 1929                                                                                        |
| Boca Beach Club, A Waldorf Astoria Resort           | Boca Ratón, Florida       | Estados Unidos         |                                                                                             |
| Boca Raton Resort & Club, A Waldorf Astoria Resort  | Boca Ratón, Florida       | Estados Unidos         | 1926 como Ritz-Carlton Cloister Inn.                                                        |
| Casa Marina Key West, A Waldorf Astoria Resort      | Cayo Hueso, Florida       | Estados Unidos         |                                                                                             |
| Grand Wailea, A Waldorf Astoria Resort              | Wailea, Hawái             | Estados Unidos         | 1991 como Grand Hyatt Wailea.                                                               |
| Heliopolis Towers Hotel                             | El Cairo                  | Egipto                 |                                                                                             |
| Ho'olei at Grand Wailea                             | Wailea, Hawái             | Estados Unidos         |                                                                                             |
| La Quinta Resort & Club, A Waldorf Astoria Resort   | La Quinta, California     | Estados Unidos         | 1926                                                                                        |
| Rome Cavalieri, A Waldorf Astoria Resort            | Roma                      | Italia                 | 1963 como Cavalieri Hilton, 2008 como Rome Cavalieri.                                       |
| The Roosevelt New Orleans, A Waldorf Astoria Resort | Nueva Orleans, Luisiana   | Estados Unidos         | 2009 (1893 como The Hotel Grunewald).                                                       |
| Trianon Palace Versailles, A Waldorf Astoria Hotel  | Versalles                 | Francia                | 1910                                                                                        |
| Waldorf Astoria Amsterdam                           | Ámsterdam                 | Países Bajos           | 2014 (en edificios de 1665-1687).                                                           |
| Waldorf Astoria Atlanta Buckhead                    | Atlanta, Georgia          | Estados Unidos         | 2018 (2008 como The Mansion on Peachtree, 2012 como The Mandarin Oriental Atlanta).         |
| Waldorf Astoria Bali                                | Bali                      | Indonesia              | 2020                                                                                        |
| Waldorf Astoria Beijing                             | Pekín                     | China                  | 2014                                                                                        |
| Waldorf Astoria Bangkok                             | Bangkok                   | Tailandia              | 2019                                                                                        |
| Waldorf Astoria Berlin                              | Berlín                    | Alemania               | 2013                                                                                        |
| Waldorf Astoria Beverly Hills                       | Beverly Hills, California | Estados Unidos         |                                                                                             |
| Waldorf Astoria Chicago                             | Chicago, Illinois         | Estados Unidos         | 2012 (2009 como The Elysian).                                                               |
| Waldorf Astoria Chengdu                             | Chengdu                   | China                  |                                                                                             |
| Waldorf Astoria Dubai Palm Jumeirah                 | Dubái                     | Emiratos Árabes Unidos | 2013                                                                                        |
| Waldorf Astoria Edinburgh - The Caledonian          | Edimburgo, Escocia        | Reino Unido            | 2011 (1903 como The Caledonian).                                                            |
| Waldorf Astoria Hainan Baoting Resort               | Baoting                   | China                  | 2025                                                                                        |
| Waldorf Astoria Jakarta                             | Yakarta                   | Indonesia              | 2020                                                                                        |
| Waldorf Astoria Jeddah, Qasr Al Sharq               | Yeda                      | Arabia Saudita         | 2007                                                                                        |
| Waldorf Astoria Jerusalem                           | Jerusalén                 | Israel                 | 2014 (1929-35 como Palace Hotel).                                                           |
| Waldorf Astoria Kuwait                              | Kuwait                    | Kuwait                 | 2020                                                                                        |
| Waldorf Astoria Las Vegas                           | Las Vegas, Nevada         | Estados Unidos         | 2018 (2009 como Mandarin Oriental, Las Vegas).                                              |
| Waldorf Astoria New York                            | Nueva York, Nueva York    | Estados Unidos         | 1931, renovado entre 2017 y 2019.                                                           |
| Waldorf Astoria Orlando                             | Orlando, Florida          | Estados Unidos         |                                                                                             |
| Waldorf Astoria Panama                              | Ciudad de Panamá          | Panamá                 |                                                                                             |
| Waldorf Astoria Park City                           | Park City, Utah           | Estados Unidos         |                                                                                             |
| Waldorf Astoria Punta Cacique                       | Guanacaste                | Costa Rica             | 2025                                                                                        |
| Waldorf Astoria Ras al-Khaimah                      | Ras al Jaima              | Emiratos Árabes Unidos |                                                                                             |
| Waldorf Astoria San Francisco                       | San Francisco, California | Estados Unidos         | 2020                                                                                        |
| Waldorf Astoria Sanya                               | Bahía de Haitang          | China                  | 2020                                                                                        |
| Waldorf Astoria Shanghai on the Bund                | Shanghái                  | China                  | 2011 (ala antigua construida en 1911, llamado Shanghai Club en las décadas de 1920 y 1930). |